# Acidemia metilmalonica
L'acidemia metilmalonica (MMA) è un difetto congenito del metabolismo riguardante la vitamina B12.
Nei soggetti affetti, il corpo non riesce ad abbattere alcune proteine e grassi, e ciò si traduce nell'accumulo nel sangue di una sostanza chiamata acido metilmalonico.
Il corpo non è in grado di abbattere gli amminoacidi metionina, treonina, isoleucina e valina. I segni che la caratterizzano riguardano i disturbi gastrointestinali e neurometabolici che esitano nell'ipofunzione dell'enzima mitocondriale metilmalonil-CoA mutasi.

## Cause
Dovuta agli errori della sintesi dell'adenosilcobalamina (AdoCbl) è originata dai difetti genetici nel metabolismo della cobalamina (cblA, cblB o cblD-variante 2 [cblDv2]). L'acidemia metilmalonica refrattaria alla vitamina B12 è causata dal deficit completo (mut0) o anche parziale (mut-) dell'attività dell'enzima mitocondriale metilmalonil-CoA mutasi. La malattia viene diagnosticata solitamente nel primo anno di vita; si tratta di una malattia autosomica recessiva, il che significa che il gene difettoso deve essere passato al bambino da entrambi i genitori. Circa un bambino ogni 25-48.000 nasce con questa condizione. Tuttavia, il tasso effettivo può essere maggiore, perché un neonato può morire prima che la condizione venga diagnosticata. L'acidemia metilmalonica colpisce indistintamente maschi e femmine.

## Sintomi
Nel periodo che va dalla nascita alla prima infanzia, i bambini possono risultare normali oppure presentare: sonno patologico, ritardo della crescita, vomito ricorrente, disidratazione e ipotonia muscolare. In seguito, quando cominciano ad assumere maggiori quantità di proteine, può sopraggiungere un peggioramento delle condizioni; tali soggetti possono sviluppare sintomi più gravi come insufficienza respiratoria, aumento del volume del fegato, encefalopatia progressiva e coma. Possono inoltre sviluppare anemia (non megaloblastica), chetoacidosi diabetica e iperammoniemia potenzialmente fatali, ritardo dello sviluppo e deficit cognitivo con infarto metabolico che interessa il tronco encefalico. La MA sfocia spesso in insufficienza renale terminale prima dell'adolescenza o dell'età adulta. I pazienti con cblB sono di solito colpiti in forma più grave rispetto a quelli con cblA. La malattia può causare inoltre convulsioni e ictus.

## Diagnosi
Il test per l'acidemia metilmalonica è diventato sempre più diffuso come parte integrante degli esami di screening neonatale. La diagnosi precoce e il trattamento hanno dimostrato di essere utili e si basano sull'aumento dell'acido metilmalonico nel sangue e nelle urine; potrebbe essere possibile anche una diagnosi prenatale, mediante il dosaggio del metilmalonato nel liquido amniotico e nelle urine materne nel secondo trimestre, e con l'analisi dell'attività funzionale della mutasi e del metabolismo della cobalamina sugli amniociti in coltura. È possibile la diagnosi molecolare, se sono già noti il gene coinvolto e la mutazione segregante nella famiglia.

### Diagnosi differenziale

#### Aciduria combinata malonica e metilmalonica (CMAMMA)
Per quanto riguarda i livelli elevati di acido metilmalonico, l'acidemia metilmalonica può essere rapidamente distinta dall'aciduria combinata malonica e metilmalonica (CMAMMA) calcolando il rapporto tra acido malonico e acido metilmalonico nel plasma sanguigno, mentre un calcolo con i valori delle urine non è adatto. Il rapporto può essere utilizzato anche per determinare se la CMAMMA è dovuta a un deficit di ACSF3 (acido malonico < acido metilmalonico) o a un deficit di malonil-CoA decarbossilasi (acido malonico > acido metilmalonico).

## Terapia
Il trattamento prevede una dieta povera di proteine e deve essere iniziata subito dopo la prima diagnosi, prevede inoltre integratori di carnitina e iniezioni intramuscolari di vitamina B12. Il regime dietetico del bambino deve essere attentamente controllato, se gli integratori non risultano di aiuto, il medico può raccomandare una dieta che eviti sostanze denominate isoleucina, treonina, metionina e valina. Nella maggior parte dei pazienti con cblA e quasi nella metà di quelli con cblB, è stata osservata una buona risposta all'integrazione di cobalamina inoltre possono essere utili gli antibiotici orali per ridurre l'acido propionico nella flora intestinale. Il trapianto di fegato o rene (o entrambi) può aiutare alcuni pazienti; questi trapianti forniscono al corpo cellule nuove che consentono all'acido metilmalonico una ripartizione normale.

### Terapia a base di mRNA
Studi preclinici di proof-of-concept in modelli animali hanno dimostrato che la terapia a base di mRNA è adatta anche per malattie metaboliche rare, tra cui l'acidemia metilmalonica isolata. In questo contesto, vale la pena di menzionare il candidato terapeutico per l'acidemia metilmalonica mRNA-3705 dell'azienda biotecnologica Moderna, attualmente in fase 1/2.